# Chicken scratch (genere musicale)
Il chicken scratch (noto anche come musica waila) è una sorta di musica da ballo sviluppata dal popolo Tohono O'odham. Il genere si è evoluto dalle orchestrine di violino acustico nel sud dell'Arizona, nel Deserto di Sonora. Queste orchestre iniziarono a suonare brani europei e messicani, in stili che includono la polka, lo schottisch e la mazurka.

## Storia
Il chicken scratch è, fondamentalmente, un'interpretazione della musica norteño, che è di per sé un adattamento messicano della polka. Molte orchestre di chicken scratch suonano ancora canzoni di polka con un certo rigoglio e possono anche suonare il valzer o il conjunto. La danza del chicken scratch si basa sul "fare due passi o la polka camminata e l'attenzione è su un movimento di scorrimento molto fluido"; i ballerini possono anche eseguire la mazurka o il chote, anche se non importa lo stile, viene sempre eseguito in senso antiorario.
Il chicken scratch viene solitamente suonato con un'orchestra che comprende sassofono contralto, basso elettrico, chitarra, batteria e fisarmonica, sebbene lo stile originale usasse solo percussioni, chitarra e violino, con la fisarmonica e il sassofono aggiunti negli anni '50.  La sua sede è la riserva indiana Tohono O'odham, la comunità indiana di Salt River Pima-Maricopa e la comunità indiana del Gila River.
Il termine waila deriva dallo spagnolo bailar, che significa ballare. Il termine chicken scratch (chicken: pollo; scratch: graffio) deriva da una descrizione della tradizionale danza Tohono O'odham, che prevede di scalciare con tacchi alti nell'aria, che presumibilmente assomiglia a un pollo che graffia.
Gli artisti più famosi sono probabilmente i Joaquín Brothers, Los Papagos Molinas con Virgil Molina e i Southern Scratch. L'annuale Waila Festival a Tucson, in Arizona, è ben noto, così come il Rock-A-Bye Music Fest a Casa Grande, in Arizona. La Canyon Records e la Rock-A-Bye Records sono le etichette più conosciute del genere.
Nel 2011 una categoria "Best Waila" è stata aggiunta ai Native American Music Awards.